# Jovana Backović
Jovana Backović (Beograd, 15. januar 1980.) je srpska pevačica, muzička producentkinja i kompozitorka muzike za pozorište, film i dokumentarni film. U komponovanju se oslanja na tradiciju Balkana i njen postupak se žanrovski određuje odrednicom world fusion.

## Biografija
Jovana Backović je završila je Klavirski odsek Srednje muzičke škole Slavenski u Beogradu, i diplomirala na Odseku za kompoziciju Fakulteta muzičke umetnosti u Beogrdu, u klasi profesora Milana Mihajlovića 2006. godine. Na Univerzitetu East Anglia doktorirala je sa tezom „Between Two Words: Approaching Balkan oral tradition through the use of technology as compositional and performance medium".u kojoj istražuje percepciju muzičkog vremena i uticaj tehnologije na kreativni proces.
Dok je još bila na studijama osnovala je eksperimentalni desetočlani ansambl “Arhai” 1998. godine za koji je i komponovala muziku koja kombinuje tradicionalne balkanse zvuke i instrumente sa džez improvizacijama i ženskim vokalima. U svojim kompozicijama je koristila flautu, čelo i klavir koji doprinose prirodnoj boji zvuka kao i električnu gitaru, bas i perkusije koji muziku osavremenjuju jer je u svojoj osnovi akustična.  Na ovom projektu je sarađivala sa muzičarima različitih profila i PGP je 2006. izdao debitantski album pod nazivom“ Mysterion”.
Nakon odlaska u Veliku Britaniju udružuje se sa britanskim gitaristom i tamburašem Andrijanom Liverom i “Arhai” svoj performans transformiše u fuziju elektronske muzike i uticaja balkanske i keltkse srednjevekovne tradicije  i preispituju arhetipske načine izvođenja muzike u kontekstu modernosti.
Komponovala je muziku za kratki film “My Mother”, režiserke Lare Đenoveze, za dokumentarni film režisera Marka Cvejića “Radio Apokaliptiko” i za kratkometražni igrani film Verice Patrnogić “Motion Report”. 
Kao profesionalna pevačica izvodi muziku Latinske Amerike. 

## Diskografija
2006. Mysterion
2013. LP Eastern Road
2019. EP Where Light Resides
2021. single Immovable

## Nagrade
2019. Sound and Music C19 composers award